# Neurazy
Obec Neurazy (německy Neuras) se nachází v okrese Plzeň-jih v Plzeňském kraji. Leží mezi městy Nepomuk a Plánice v nadmořské výšce 488 m, na severozápadním úpatí Plánické vrchoviny, jejíž nejvyšší vrcholy jsou Rovná (728 m n. m.), Barák (706 m n. m.), Na Balkáně (706 m n. m.) a Stírka (706 m n. m.). Vrcholová část této vrchoviny tvoří přírodní parky Kakov - Plánický hřeben. Obec je součástí uskupení obcí Mikroregion Nepomucko a tvoří ji 7 částí. Žije zde 720 obyvatel.
S okolním světem spojují Neurazy pouze autobusy – prochází jimi státní silnice II. třídy č. 187. Nejbližší železniční stanice je až v 11 km vzdáleném Nepomuku. V sousedství obce leží Klikařov na severu, Soběsuky na severovýchodě, Kolna a Kramolín na východě, Polánka na jihovýchodě, Pohoří a Bližanovy na jihu, Mlýnské Struhadlo na jihozápadě a Radochovy s Partolticemi na severozápadě.

## Historie
První písemná zmínka o obci pochází z roku 1551. Místo ležící na prastaré obchodní stezce vedoucí z Prahy přes Vrčeň a Klatovy do Bavor je však mnohem starší. Bylo jednou z vesnic patřících cisterciáckému klášteru v Klášteře založenému roku 1144. Na Plátěné hoře mezi Vojovicemi a Novou Vsí se v letech 1419 a 1424 nacházely husitské tábory.
Zdejší kostel byl do roku 1772 filiálním kostelem myslívského kostela Nanebevzetí Panny Marie, načež byl povýšen na expozituru. V roce 1789 žilo ve vsi kolem 550 obyvatel, do roku 1910 se jejich počet zvýšil na 728. Roku 1910 zahájila vyučování zdejší dvoutřídka, kterou navštěvovaly i děti z Bližanova, Klikařova a Vojovic. V roce 1913 byl v Neurazech postaven nový kostel. K jeho vysvěcení došlo o dva roky později. Mezi lety 1921 a 1922 byla na jihovýchod od vsi vybudována pila, jež byla po dlouhou dobu jediným podnikem ve vesnici.

## Pamětihodnosti
- kostel svatého Martina
- dřevěná zvonice u kostela
- socha sv. Jana Nepomuckého

## Osobnosti
- Vojtěch Jandečka (1914–1973), právník, křesťanskodemokratický aktivista, dlouholetý politický vězeň nacistického i komunistického režimu

## Části obce
- Neurazy
- Klikařov
- Nová Ves u Nepomuka
- Partoltice
- Radochovy
- Soběsuky
- Vojovice

## Galerie

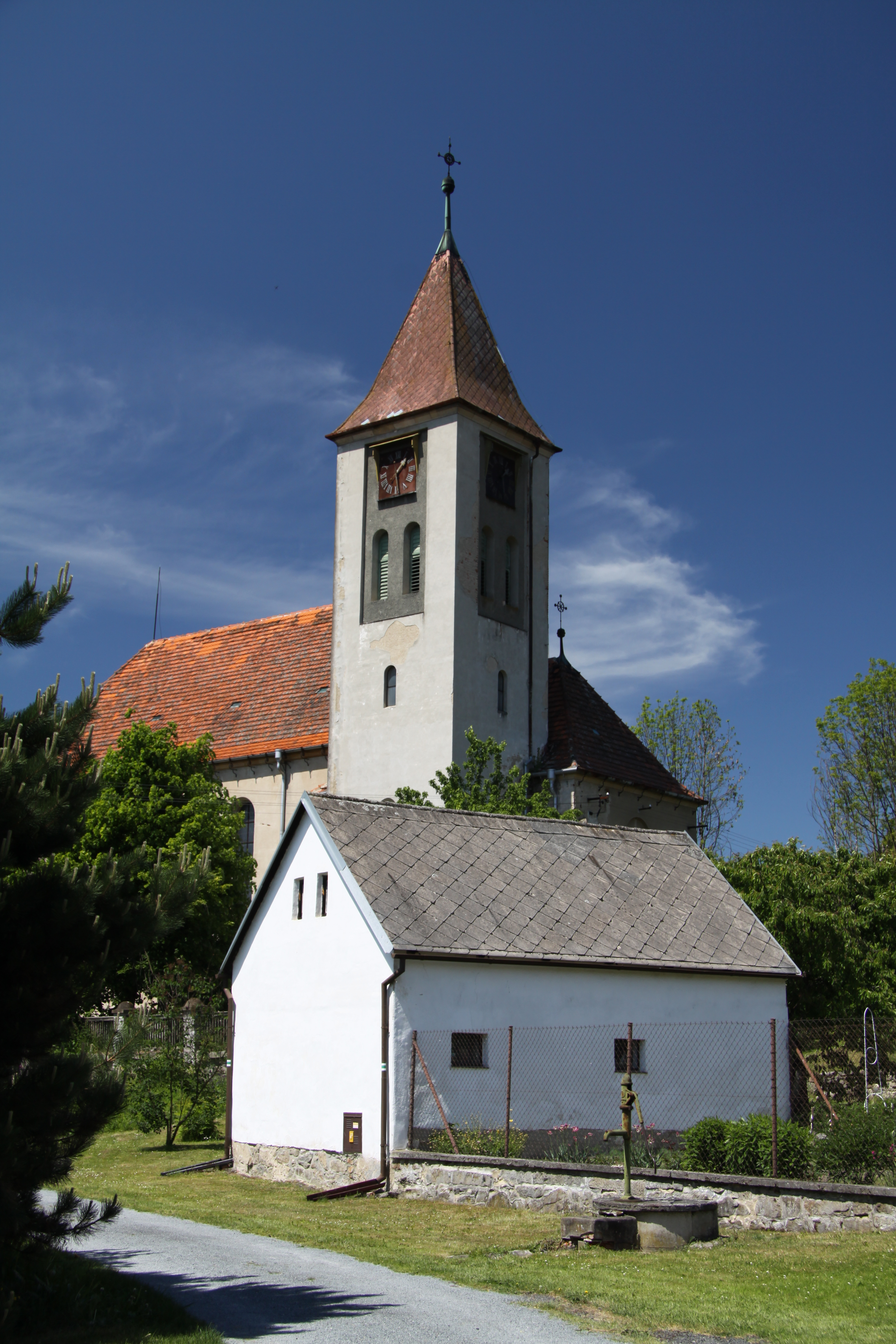
kostel sv. Martina
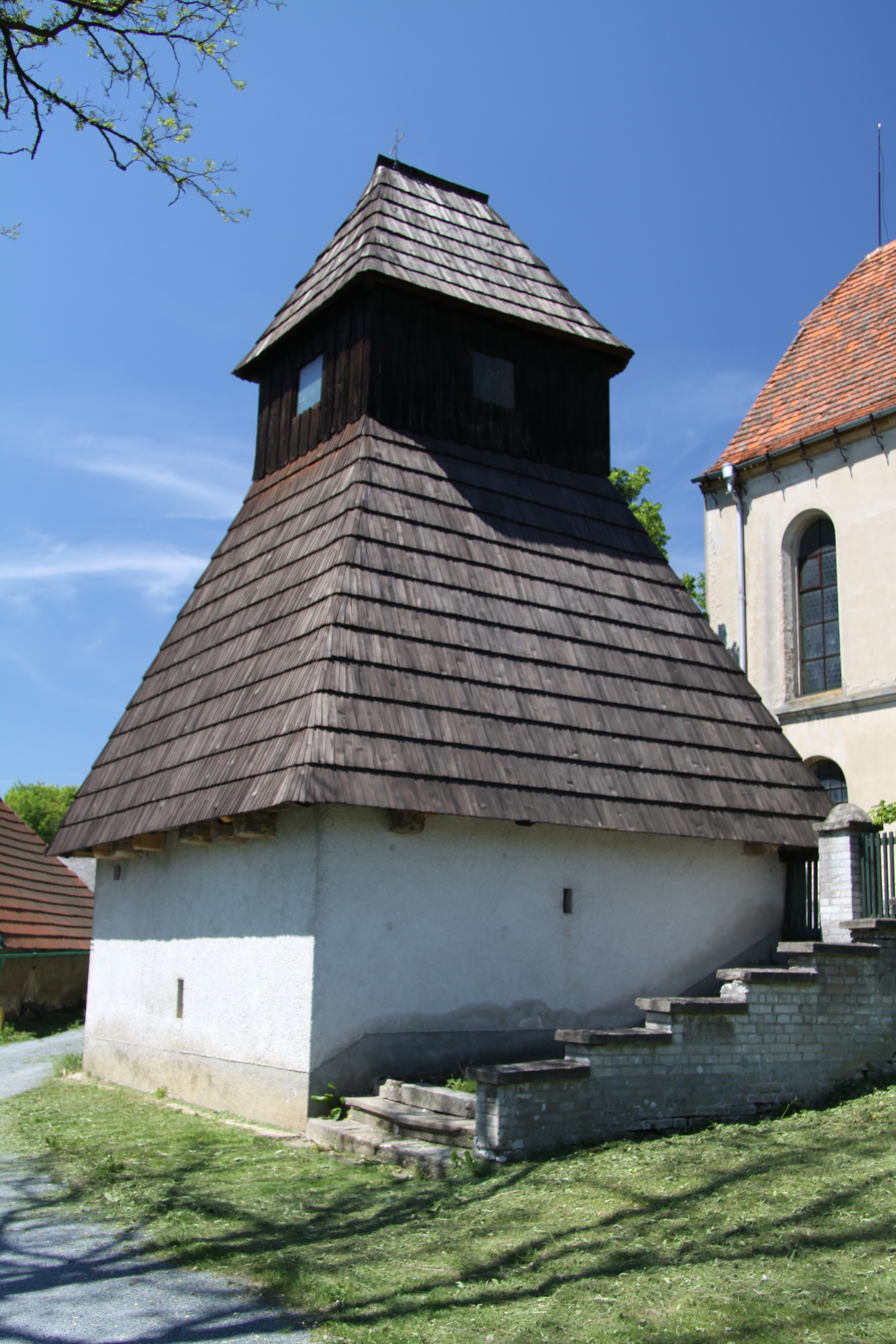
dřevěná zvonice
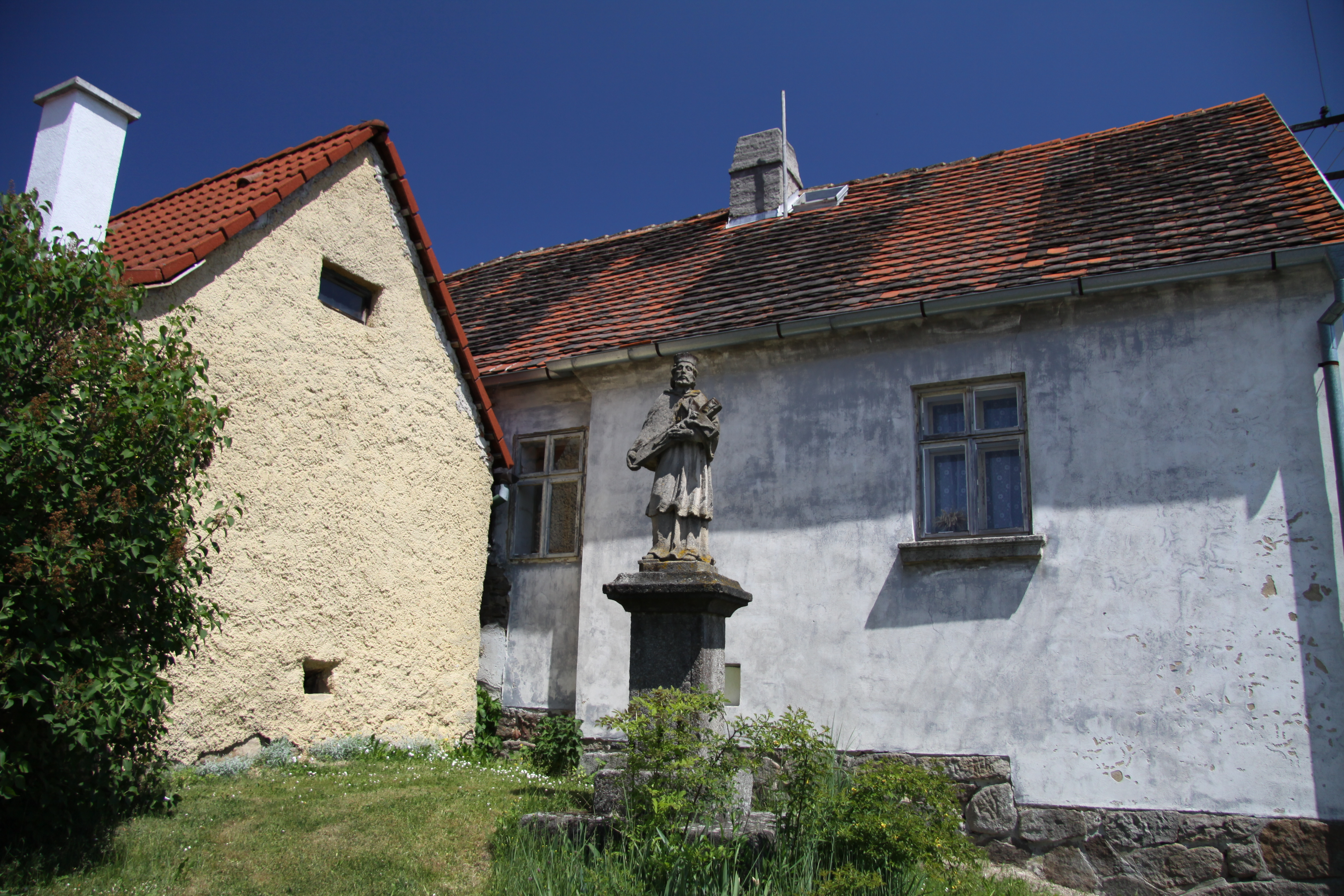
socha sv. Jana Nepomuckého
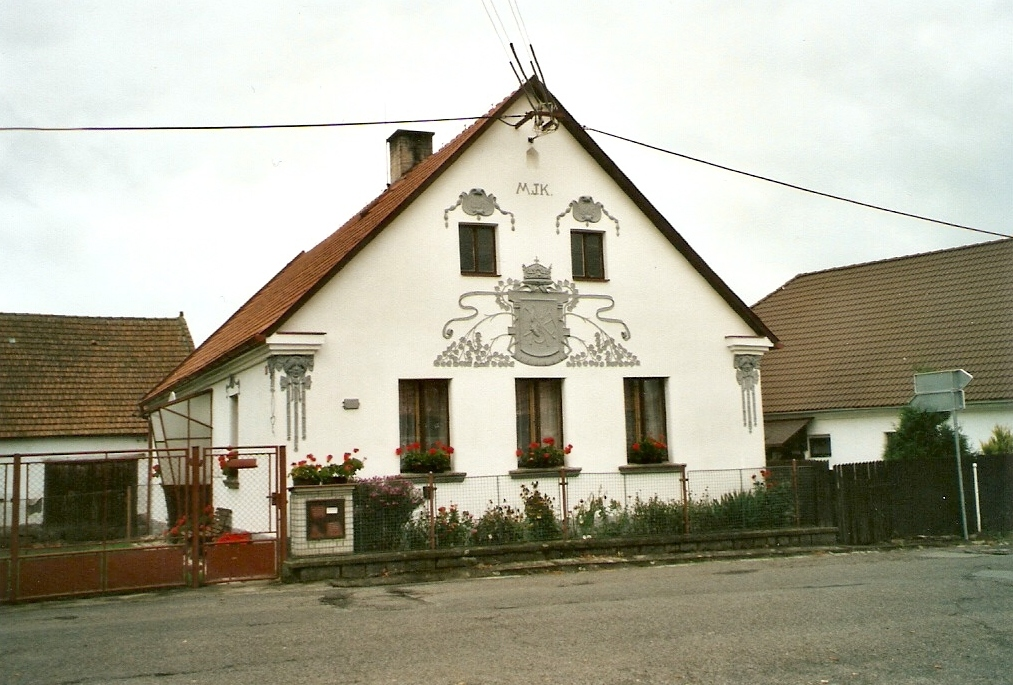
dům na návsi